# Mark Wilson (Zauberkünstler)
Mark Wilson, bürgerlich James Mark Wilson (* 11. April 1929 in Manhattan, New York, Vereinigte Staaten; † 19. Januar 2021 in Los Angeles, Kalifornien, Vereinigte Staaten) war ein US-amerikanischer Zauberkünstler, der die Zauberkunst als Fernsehformat entwickelte.

## Leben & Wirken
Als Sohn eines Handelsvertreters war Wilson in jungen Jahren viel mit seiner Familie in den USA unterwegs. Im Alter von 8 Jahren sah er in einem Hotel in Indianapolis, wo er mit seinen Eltern war, einen Zauberkünstler namens Tommy Martin, der den jungen Wilson begeisterte. Nachdem seine Familie sich in Dallas niedergelassen hatte, begann Wilson im Teenager-Alter als Verkäufer im Douglas Magicland Shop auszuhelfen, wo er viel über Zauberkunst lernte und er begann bereits, aus kleineren Veranstaltungen als Zauberkünstler aufzutreten. Später studierte er an der School of Business Administration der Southern Methodist University Marketing.
1955 entwickelte er für einen lokalen Fernsehsender in Dallas die Sendung Time for Magic. 1960 startete auf CBS seine Sendereihe The Magic Land of Allakazam, das 1962 zu ABC wechselte und insgesamt von 1960 bis 1964 mit 98 Episoden ausgestrahlt wurde. Für diese Sendereihe entwickelte Wilson ein Konzept, das er als essentiell für den Erfolg von Zauberkunst im Fernsehen ansah: Es war stets ein Live-Publikum anwesend und während eines Tricks gab es keine Schnitte auf andere Kameraeinstellungen, so dass die Fernsehzuschauer sich sicher sein konnten, exakt dasselbe zu sehen wie das Studiopublikum. In dieser Show trat seine Frau Nani Darnell als Assistentin auf, mit der er seit 1952 bis zu seinem Tod verheiratet war. Auch seine beiden Söhne traten in seinen Shows auf und sein jüngerer Sohn Gregory „Greg“ Wilson wurde später auch Zauberkünstler.
In der Folge entwickelte er weitere Fernsehshow und trat in zahlreichen Fernsehshow auf. Daneben fungierte er als Berater für Fernsehserien und Filme, u. a. für die Serie Der Magier (1973–1974), in der er auch einige Gastauftritte hatte, und für die Episode Columbo: Wenn der Schein trügt (1976) aus der Reihe Columbo.
1975 veröffentlichte er Mark Wilson's Complete Course In Magic, das zu einem Standardwerk der Zauberkunst wurde und in zahlreichen Neuauflagen bis heute verlegt wird.

## Schriften
- Magic In A Box (Paperback Jun 1, 2004) ISBN 978-0-7624-1612-7
- Mark Wilson's Complete Course In Magic (Paperback May 18, 2003) ISBN 978-0-7624-1455-0
- Mark Wilson's Little Book Of Card Tricks (Hardcover Nov 16, 2000) ISBN 978-0-7624-0834-4
- Mark Wilson's Cyclopedia Of Magic (Paperback Jan 25, 1996) ISBN 978-1-56138-613-0

## Auszeichnungen
- The Academy of Magical Arts Magician of the Year (1972, 1974)[7]
- The Academy of Magical Arts Masters Fellowship (1987)[7]